# Chaetodermatidae
Chaetodermatidae är en familj av blötdjur. Enligt Catalogue of Life ingår Chaetodermatidae i klassen maskmollusker, fylumet blötdjur och riket djur, men enligt Dyntaxa är tillhörigheten istället klassen gälmaskmollusker, fylumet blötdjur och riket djur. Enligt Catalogue of Life omfattar familjen Chaetodermatidae 23 arter.
Kladogram enligt Catalogue of Life och Dyntaxa:
| Chaetodermatidae | \| \| Chaetoderma \| \| \| \| \| \| Falcidens \| \| \| \| |
|                  | \| \| Chaetoderma \| \| \| \| \| \| Falcidens \| \| \| \| |
|                  | Cavibelonia                                               |
|                  |                                                           |
|                  | Limifossoridae                                            |
|                  |                                                           |
|                  | Neomeniamorpha                                            |
|                  |                                                           |
|                  | Pholidoskepia                                             |
|                  |                                                           |
|                  | Prochaetodermatidae                                       |
|                  |                                                           |
|                  | Chaetoderma                                               |
|                  |                                                           |
|                  | Falcidens                                                 |
|                  |                                                           |

|  | Chaetoderma |
|  |             |
|  | Falcidens   |
|  |             |